# Henric Ștraitman
Henric Ștefan Streitman (n. 1873, Piatra-Neamț, Neamț, România – d. martie 1950, București, România) a fost un jurnalist, traducător și figură politică din România, de profesie chimist-fizician. De-a lungul vieții sale a fost cunoscut prin oscilațiile sale politice între extrema stângă și extrema dreaptă.

## Biografie
Dacă în tinerețe avea idei socialiste și marxiste, în perioada interbelică a exprimat opinii de extrema dreaptă. A fost asociat cu poetul Octavian Goga, politician cu idei antisemite puternice, făcând parte din partidul acestuia, (Partidul Național Agrar).
În timpul dictaturii antonesciene a fost colaborator al regimului, fiind vreme de un an (decembrie 1941-decembrie 1942) președintele Oficiului Central Evreiesc  (un fel de Judenrat). Spre deosebire de secretarul general, dr. Nandor Gingold, care, din februarie 1942, a fost conducătorul în fapt al Centralei Evreiești și din decembrie 1942 succesorul său în funcția de presedinte, Streitman nu a fost judecat niciodată pentru colaborarea sa cu regimul antonescian.